# Ville coloniale de Saint-Domingue
La ville coloniale (en espagnol : Zona Colonial), appelée aussi Ciudad Colonial (« ville coloniale ») est le cœur historique de la ville de Saint-Domingue, capitale de la République dominicaine. Ce quartier, constituant l'un des 70 secteurs du Distrito Nacional (sous le nom de Ciudad Colonial), a été inscrit au répertoire du patrimoine mondial de l'UNESCO.

## Histoire
L'origine de ce quartier remonte au début du XVIe siècle. En 1502 un cyclone détruisit la ville de « Nueva Isabela », édifiée six ans plus tôt sur la rive droite de la rivière Ozama qui coupe la capitale dominicaine en deux. Nueva Isabela était principalement constituée de maisons en bois.
Le nouveau gouverneur Nicolás de Ovando décida de reconstruire une colonie sur la rive ouest de la rivière et la baptisa Santo Domingo de Gúzman en l'honneur de saint Dominique, le fondateur de l'ordre des frères prêcheurs appelés couramment « dominicains ». Son plan en damier fut repris dans la plupart des villes du Nouveau Monde. Pour défendre l'entrée du fleuve contre les assauts des pirates, la forteresse Ozama (Fortaleza Ozama) fut construite de 1502 à 1507 et constitue la première construction militaire des Amériques. Elle s'appuyait sur la tour de l'Hommage, haute de 18 mètres et d'inspiration médiévale.
Le 15 avril 1502, le gouverneur Ovando amenait avec lui 17 frères franciscains qui se joignirent aux deux premiers frères arrivés dès le deuxième voyage de Colomb en 1493. Ils construisirent le premier monastère franciscain : celui de San Francisco.
Le premier hôpital fut édifié de 1502 à 1508 sous le nom de San Nicolas de Bari, de même que la première cathédrale, Notre-Dame-de-l'Incarnation. À l'origine petit hutte recouverte de feuilles de palmiers, celle-ci fut renforcée en 1514 par de grandes planches de bois et de la terre battue. Mais c'est en 1523 qu'Alejandro Geraldini (1455-1523), premier évêque résident de Santo Domingo depuis 1516, posa la première pierre de la cathédrale qui fut achevée en 1541 et est visible encore aujourd'hui. Le pape Paul III l'érigea en première cathédrale des Indes le 12 février 1546, à la demande du roi Charles Quint.
Dès 1508, Santo Domingo acquit son statut de ville, Ferdinand II d'Aragon lui accordant ses armes, et devint le siège de la vice-royauté des Amériques. En 1511, le premier Tribunal Royal (Real Audiencia) fut établi avec pour juridiction l'ensemble des territoires du Nouveau Monde. Diego Colomb, fils de l'amiral, installa sa première cour de Vice-roi et Gouverneur des Indes, dans ce qui est aujourd'hui nommé le Palais de Colomb (El Alcazar de Colón), situé stratégiquement entre deux portes des murs d'enceinte de la ville et avec une vue imprenable sur le fleuve, au bord duquel furent aussi édifiés les chantiers navals royaux, aujourd'hui transformés en musée naval (Atarazanas Reales).
En 1538 fut créée la plus vieille université du Nouveau Monde par une bulle pontificale, In Apostolatus Culmine, qui octroya ce statut au centre d'études fondé dès 1502 par Hernando de Gorjón et qui occupait le couvent des Dominicains, à quelques pas de la forteresse. Elle fut baptisée Santo Tomás de Aquino (Saint-Thomas d'Aquin). L’Université autonome de Saint-Domingue (UASD) revendique l'héritage de cette institution.

## La Zone coloniale aujourd'hui
Aujourd’hui, le quartier couvre moins de 5 kilomètres carrés. C'est une importante partie de la ville, incluant de nombreux sites historiques dont l'Alcazar de Colón, la Fortaleza Ozama, la Catedral Primada de America. La ville a été entourée par un mur défensif s'étendant de la rivière Ozama à « La Puerta del Conde », qui était la seule entrée vers l'arrière-pays et l'extrême frontière de la ville jusqu'au XIXe siècle. Les Espagnols utilisaient cette colonie comme point d’ancrage aux Amériques et ont conquis en partant de Saint-Domingue la plupart des terres américaines. Même si les Espagnols concentraient plus leurs attentions sur les villes principales après avoir conquis le Mexique, Cuba et d'autres régions d'Amérique latine. La Zone Coloniale reste un important site historique.
La calle de las Damas est la plus vieille rue de la ville, datant de 1502. Dans la Zone Coloniale, existent deux importantes zones commerciales dans la calle del Conde et dans l'avenida Duarte. Chacune dispose de magasins et de cafés. L'avenida Duarte est le centre économique et commercial local. Elle est actuellement en rénovation afin de rendre la zone plus attractive aux touristes. La plaza de España récemment restaurée est bordée par Las Atarazanas (les chantiers navals), devenus des petits magasins et autres restaurants. Cette zone a été un des premiers centres commerciaux en Amérique et reste aujourd’hui encore un centre d'activité. L'Alcazar de Colón construit en 1510, a été le palais colonial de la famille de Christophe Colomb et est de nos jours un musée d’expositions temporaires pour le mobilier et la décoration.
Elle était il y a encore quelques années un important centre commercial où les habitants de Saint-Domingue venaient faire leurs achats. La Zone Coloniale a perdu un peu de sa notoriété commerciale au profit des nombreux centres commerciaux présents dans la ville. Dans la calle del Conde, de nombreux magasins sont fermés et des bâtiments à l'abandon. La municipalité essaye de lui donner un nouveau souffle en la rénovant.
Avec la nouvelle autoroute Del Coral, Punta Cana n'est plus qu'à deux heures de Saint-Domingue, ce qui va permettre aux milliers de touristes qui séjournent à Punta Cana Bavaro de venir visiter la capitale de la République dominicaine.

## Sites et lieux culturels

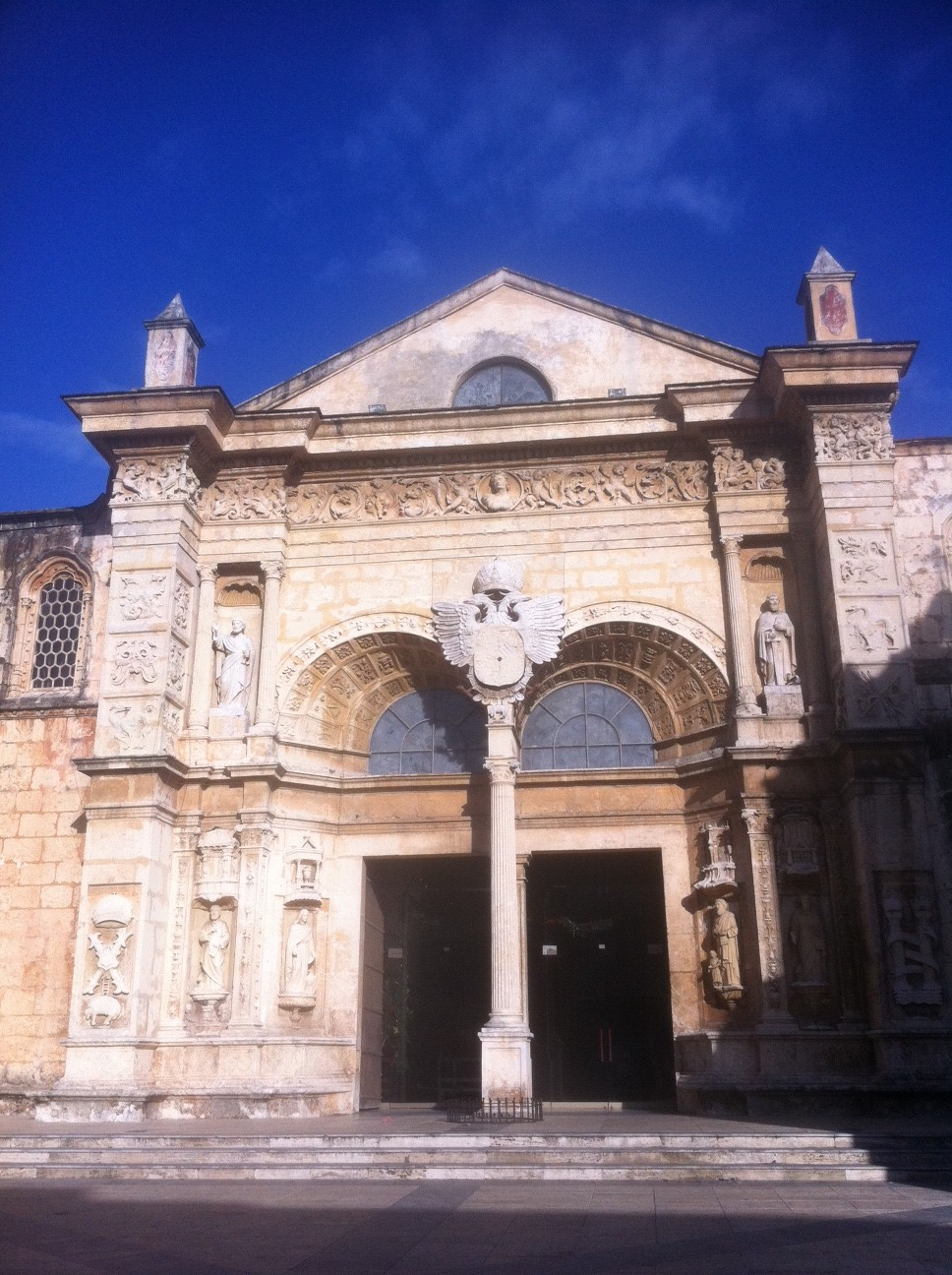
La cathédrale Notre-Dame-de-l'Incarnation.

La majorité des repères et lieux culturels de la zone coloniale ont été érigés durant la période coloniale selon les arrêtés espagnols ; beaucoup d'entre eux ont besoin d’être rénovés et maintenus en l'état (les noms sont en espagnol)
- Cathédrale Notre-Dame-de-l'Incarnation ou Catedral Santa Maria la Menor (Primada de America)
- Puerta del Conde (Parque de la Independencia)'
- Alcazar de Colón
- Forteresse Ozama
- Parque de la Independencia
- Panteon Nacional
- Museo de las Casas Reales
- Royal Sundial
- Ruinas de San Francisco, Monasterio San Francisco
- La Iglesia de Nuestra Señora de la Altagracia
- Ruinas del Hospital San Nicolas de Bari
- La Casa de Bastidas
- Hostal Nicolás de Ovando

## Galerie

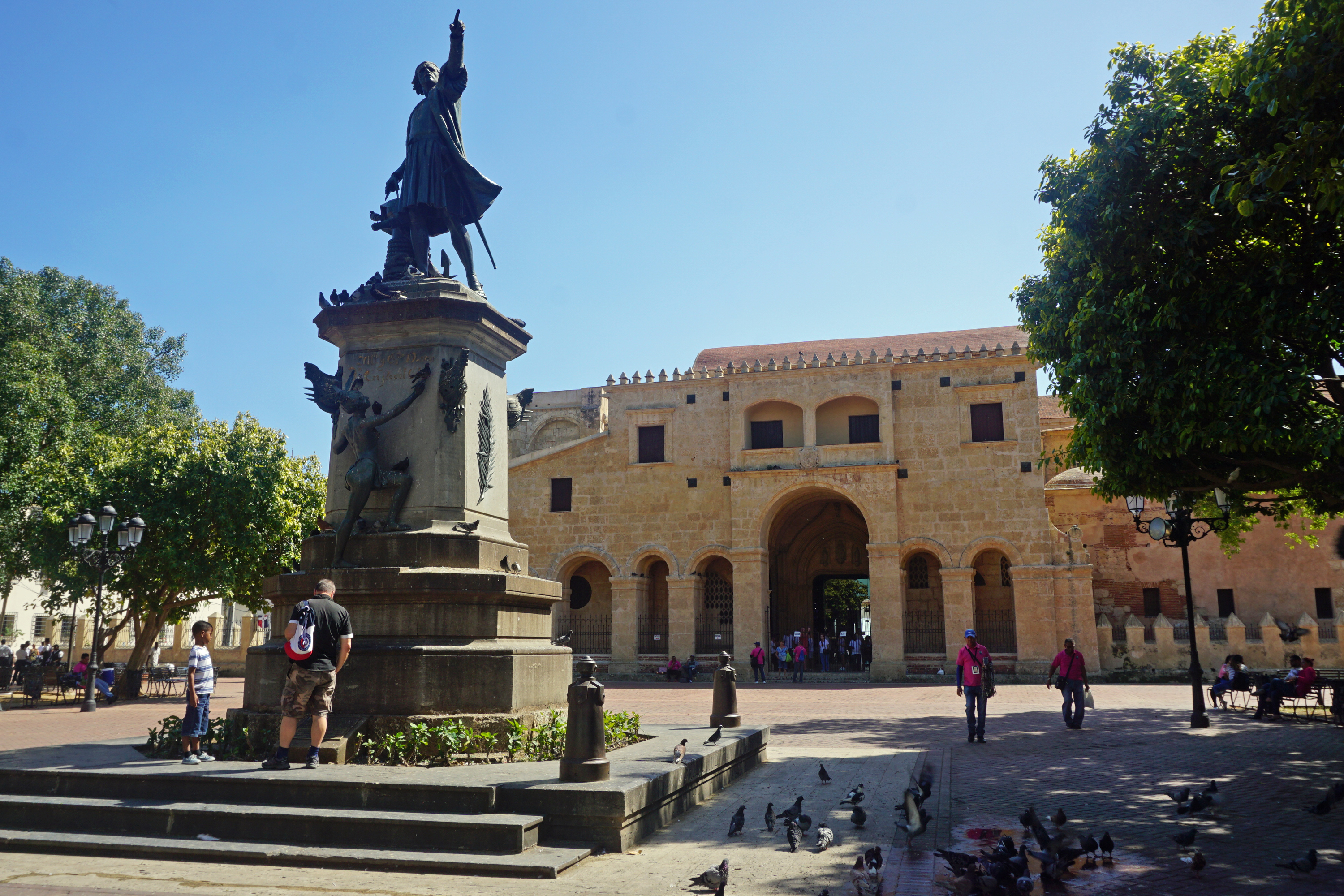
Parc Colón
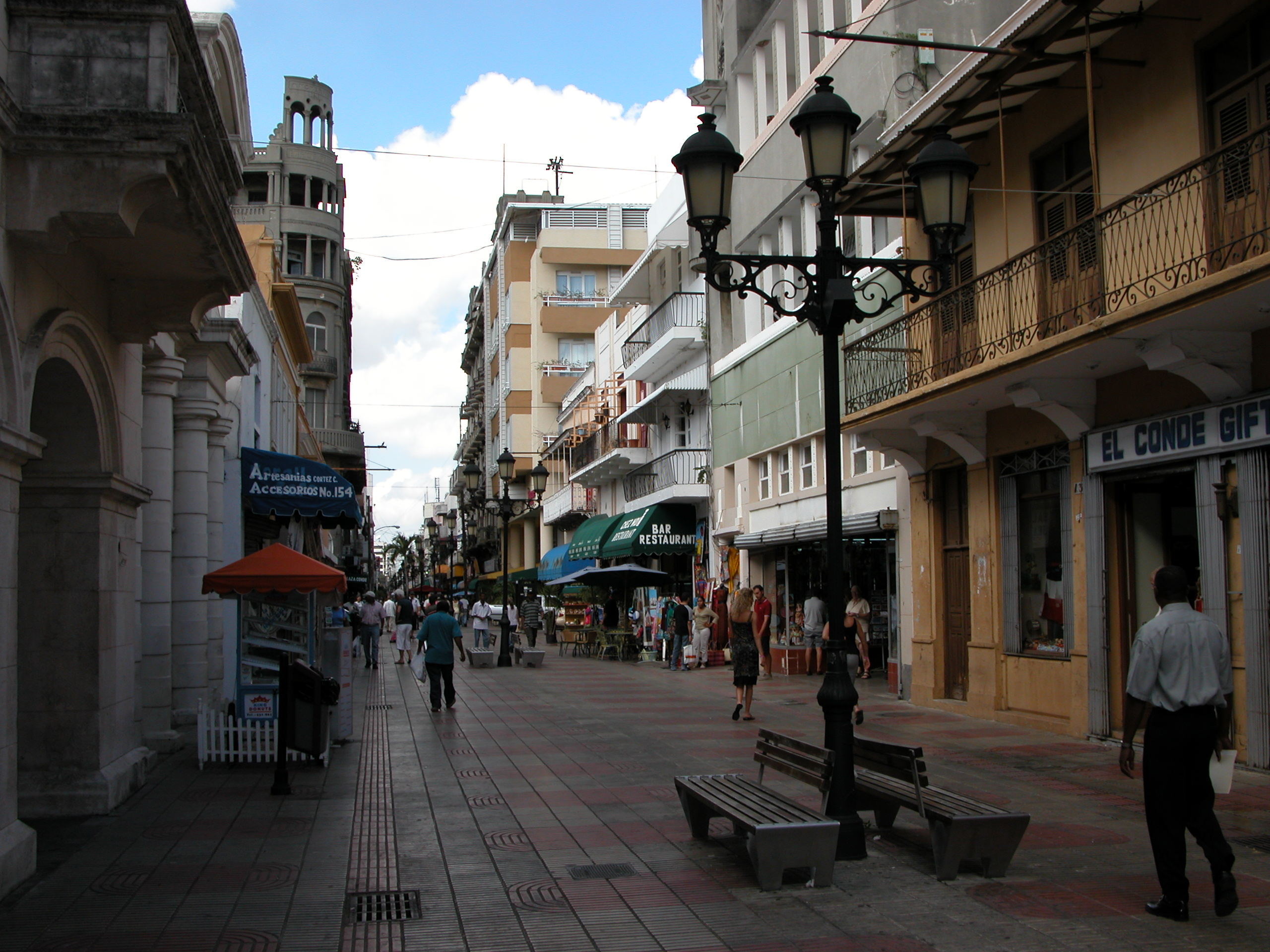
Rue El Conde
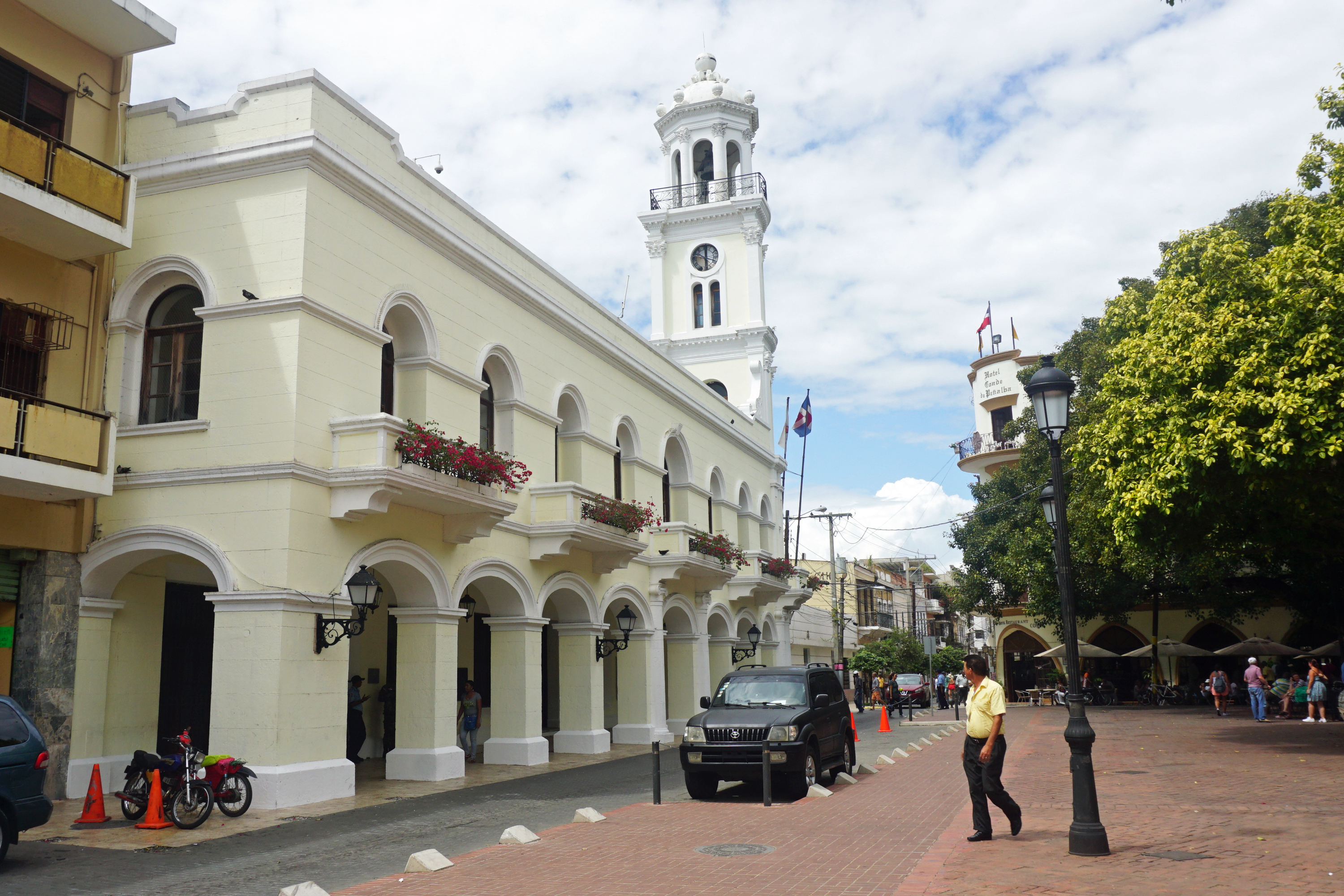
Palais Consistorial
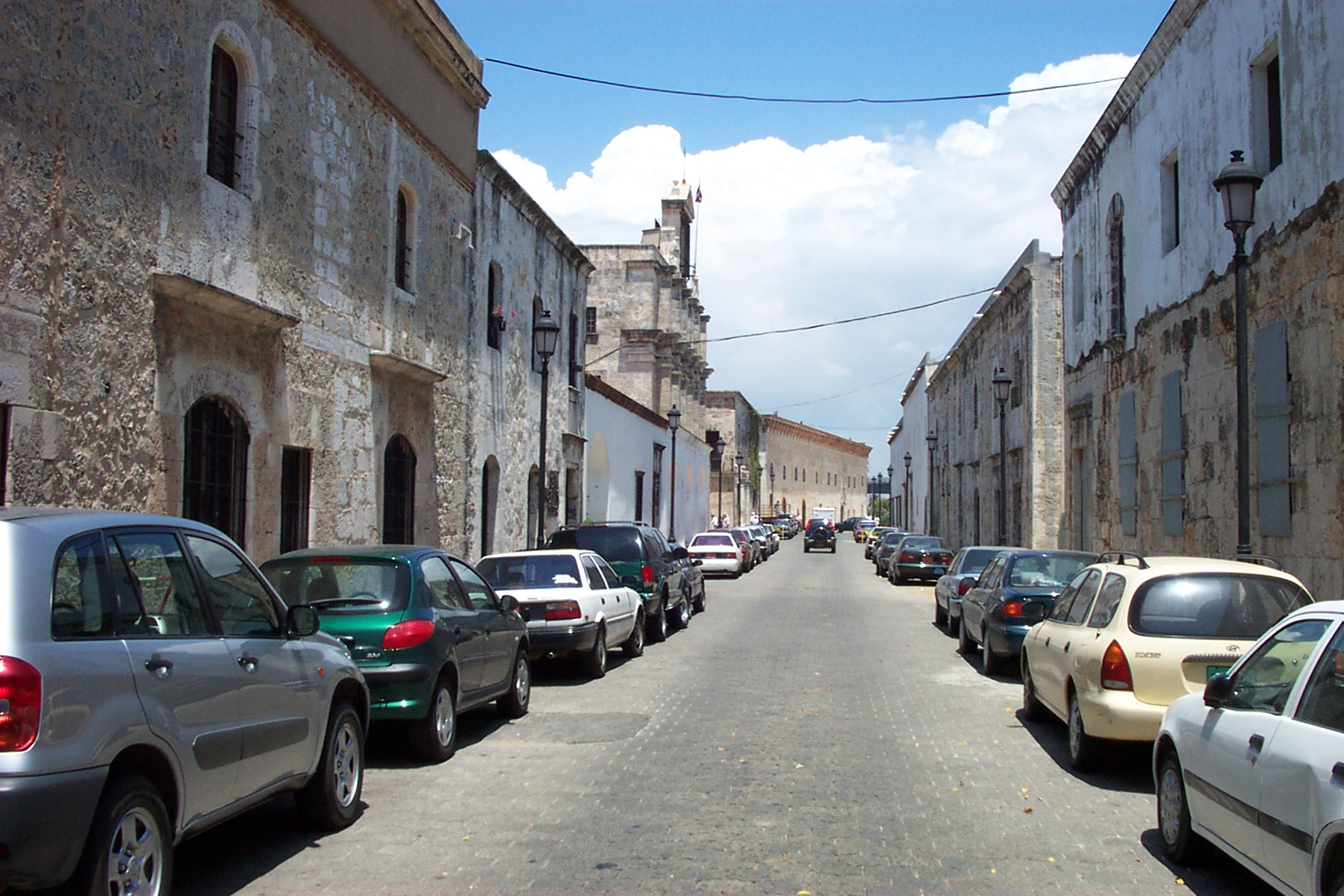
Rue Las Damas
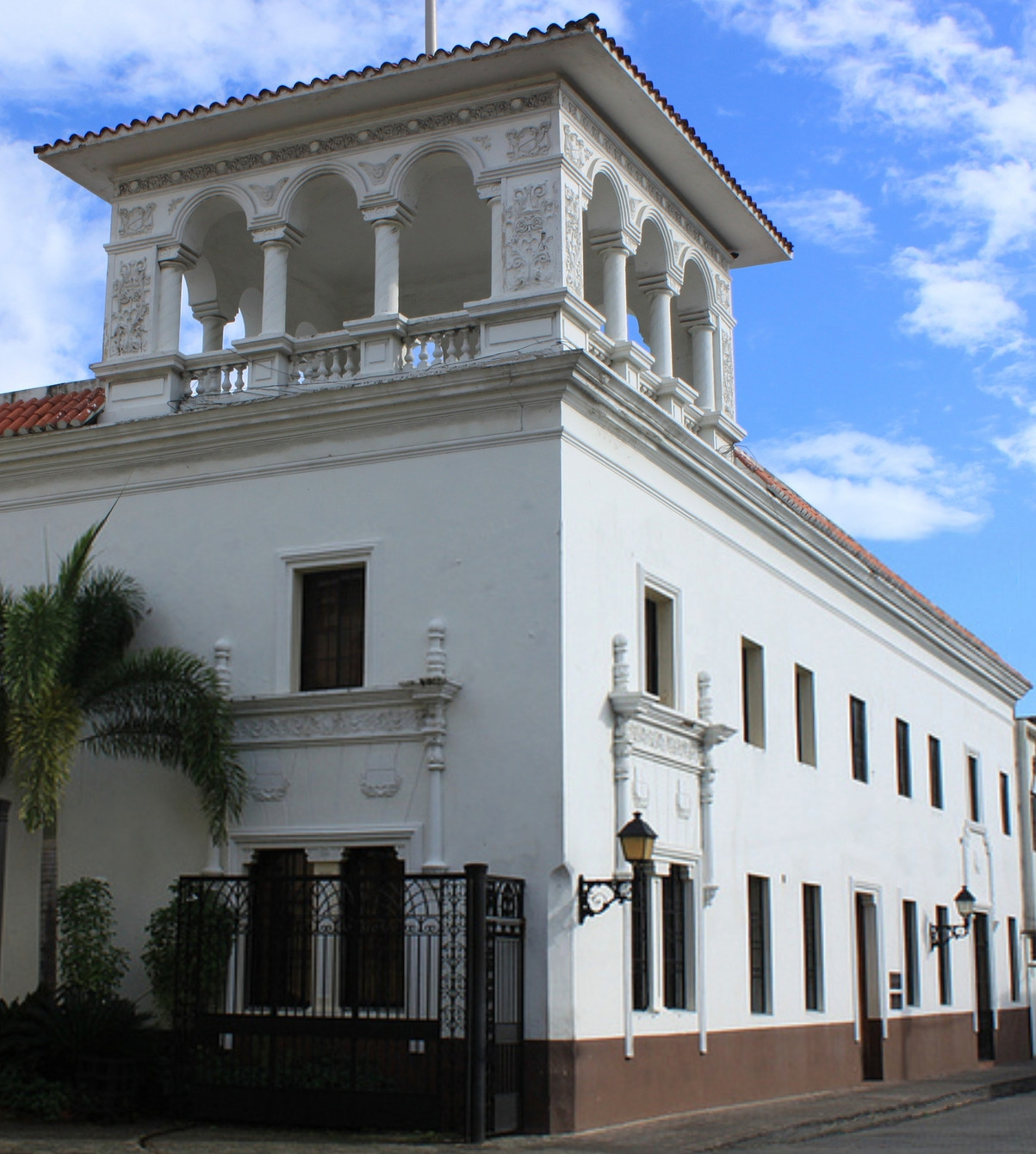
Casa del Sacramento
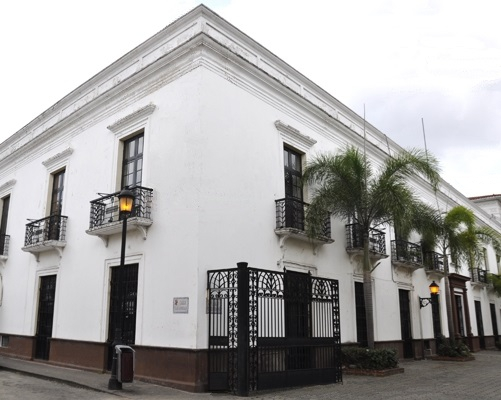
Maison des Présidents
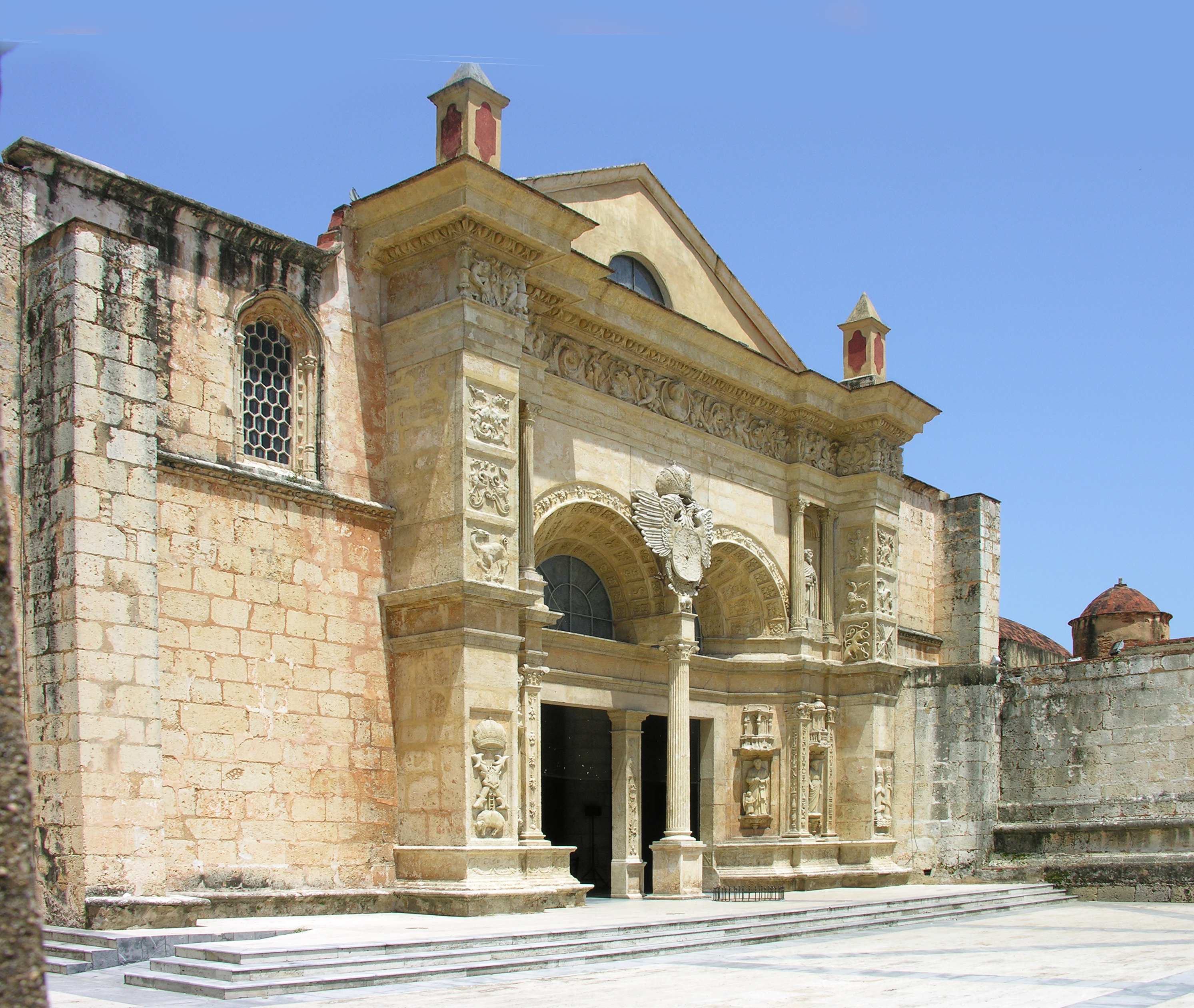
Cathédrale de Santa María la Menor
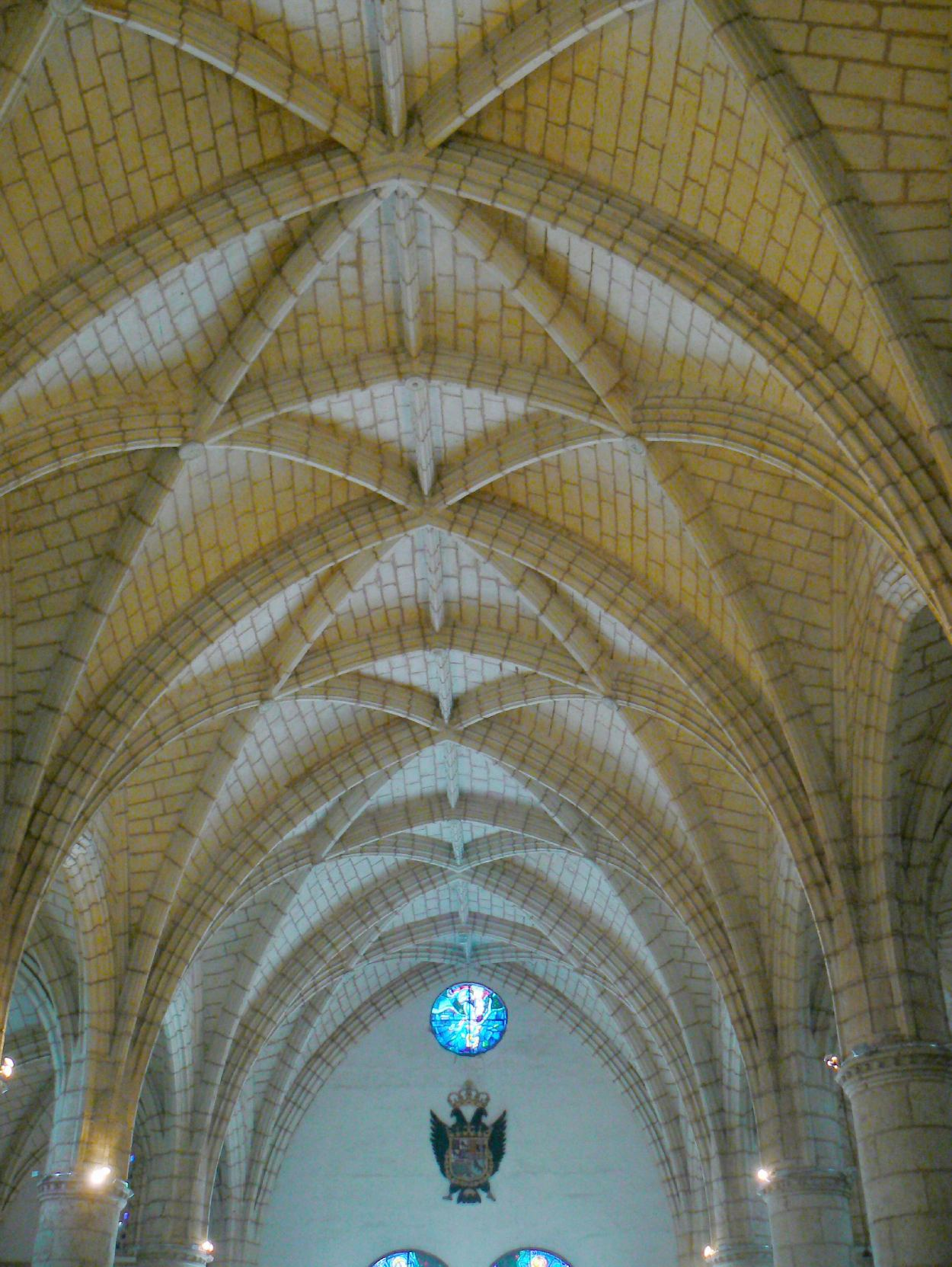
Intérieur de la Cathédrale Santa María la Menor
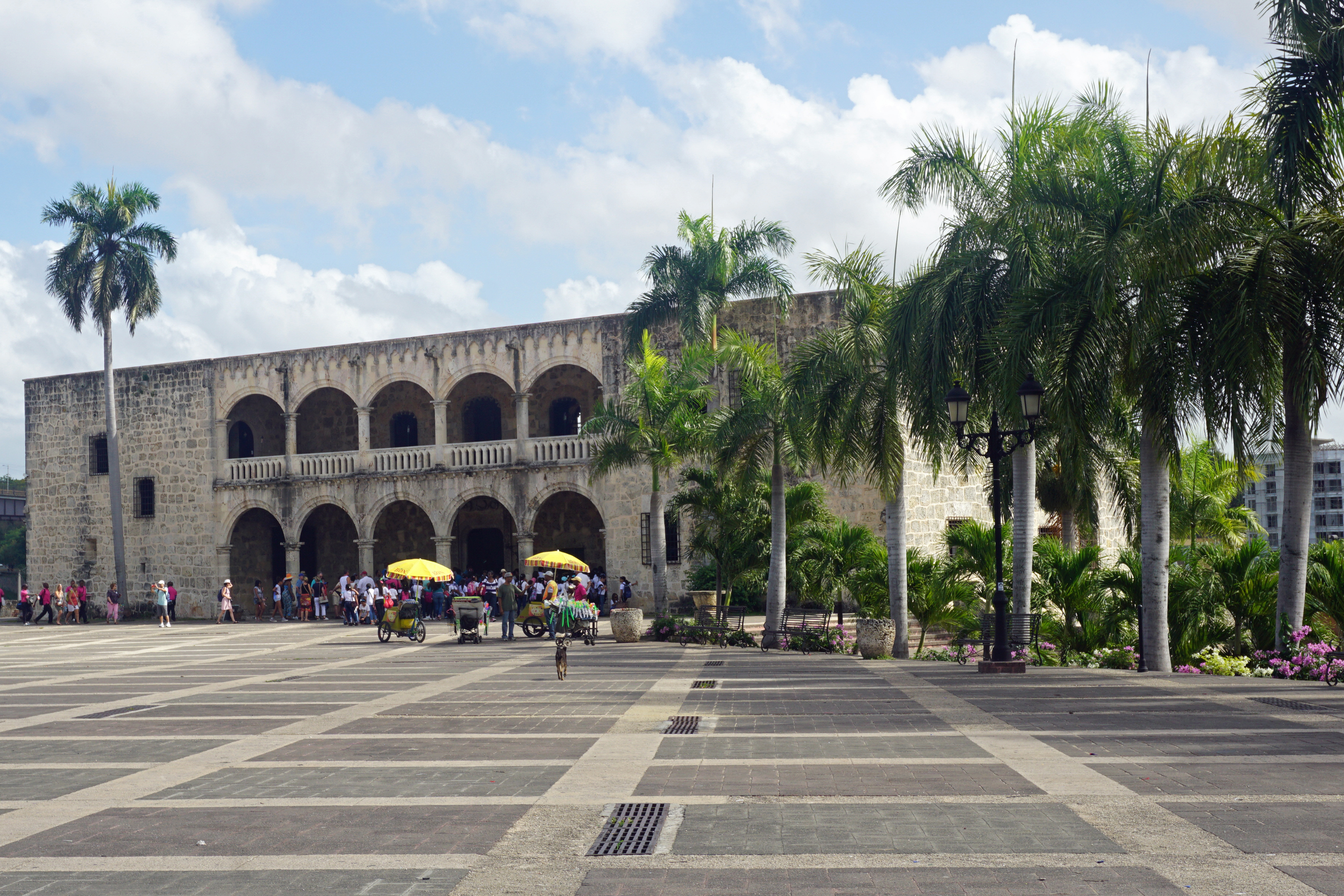
Alcázar de Colón and Plaza de España
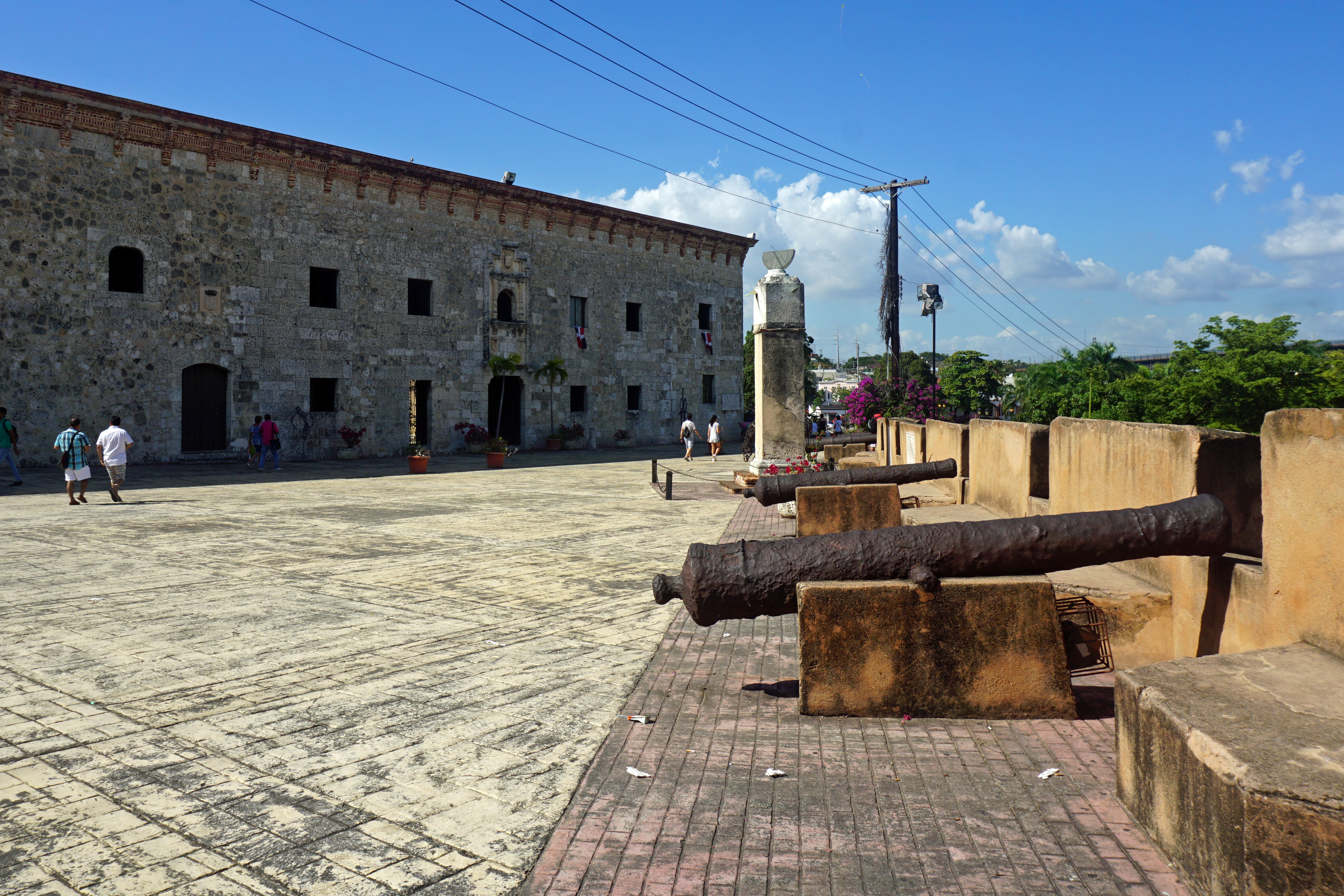
Museo de las Casas Reales
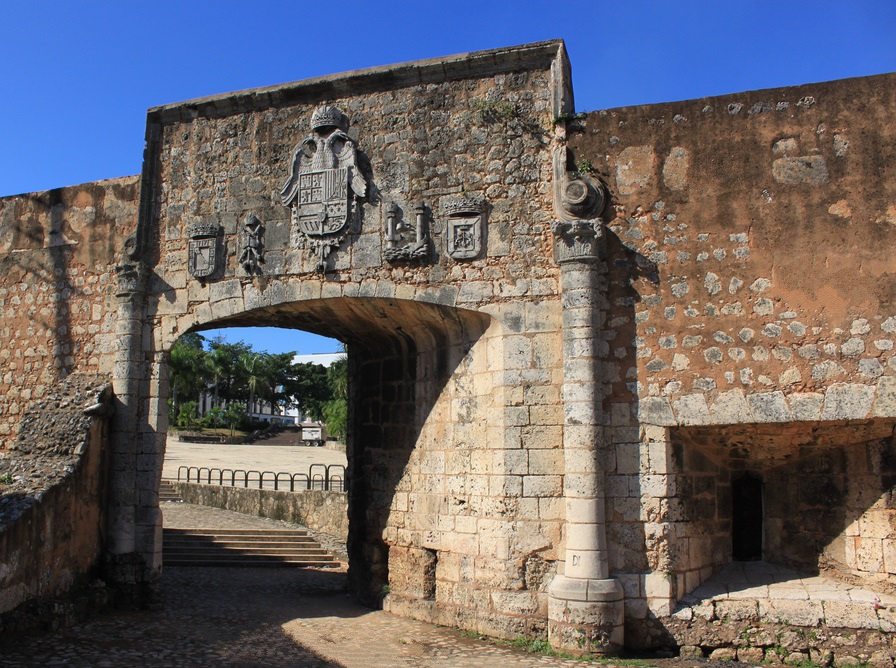
Puerta de San Diego
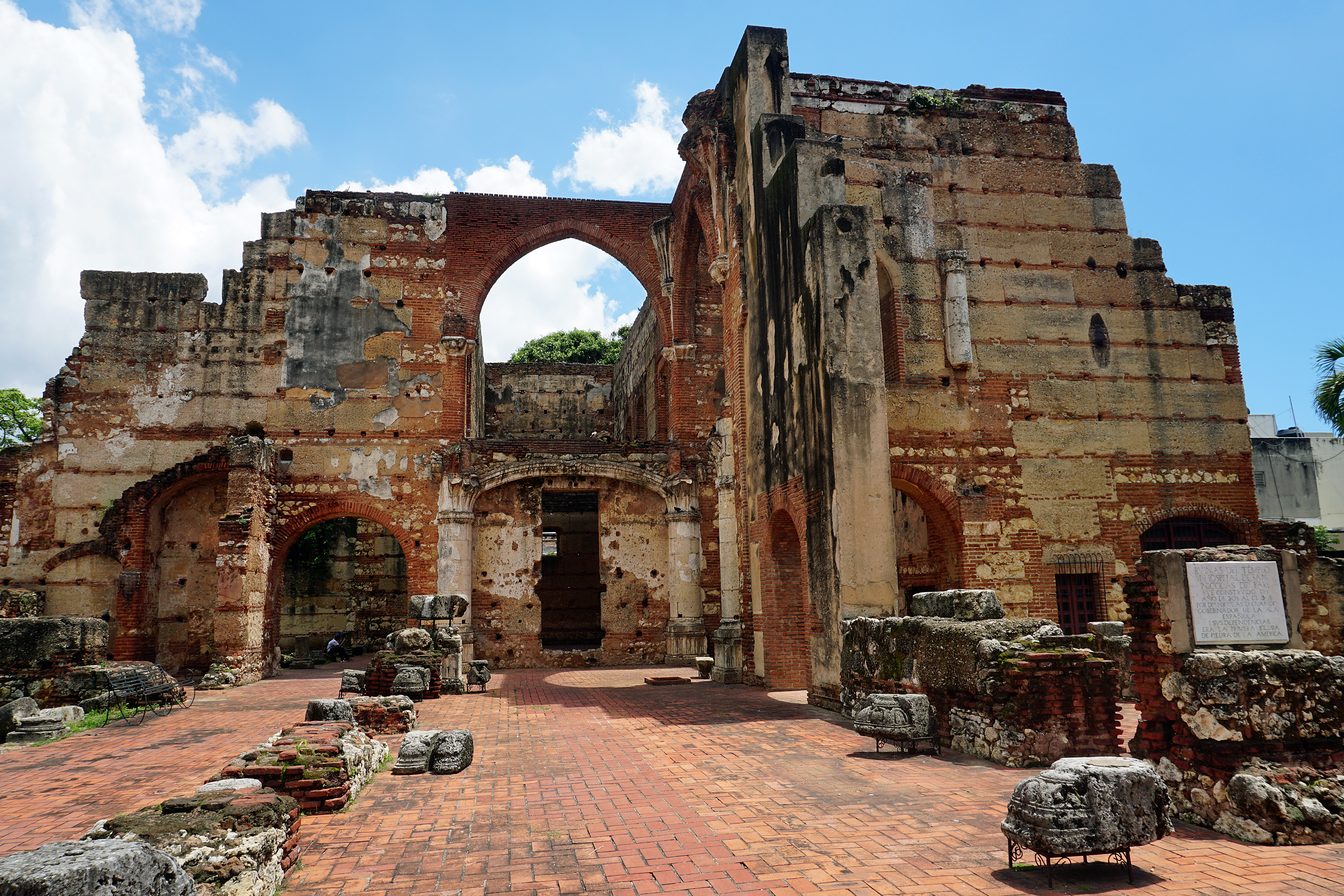
Ruines de l'Hôpital San Nicolás de Bari
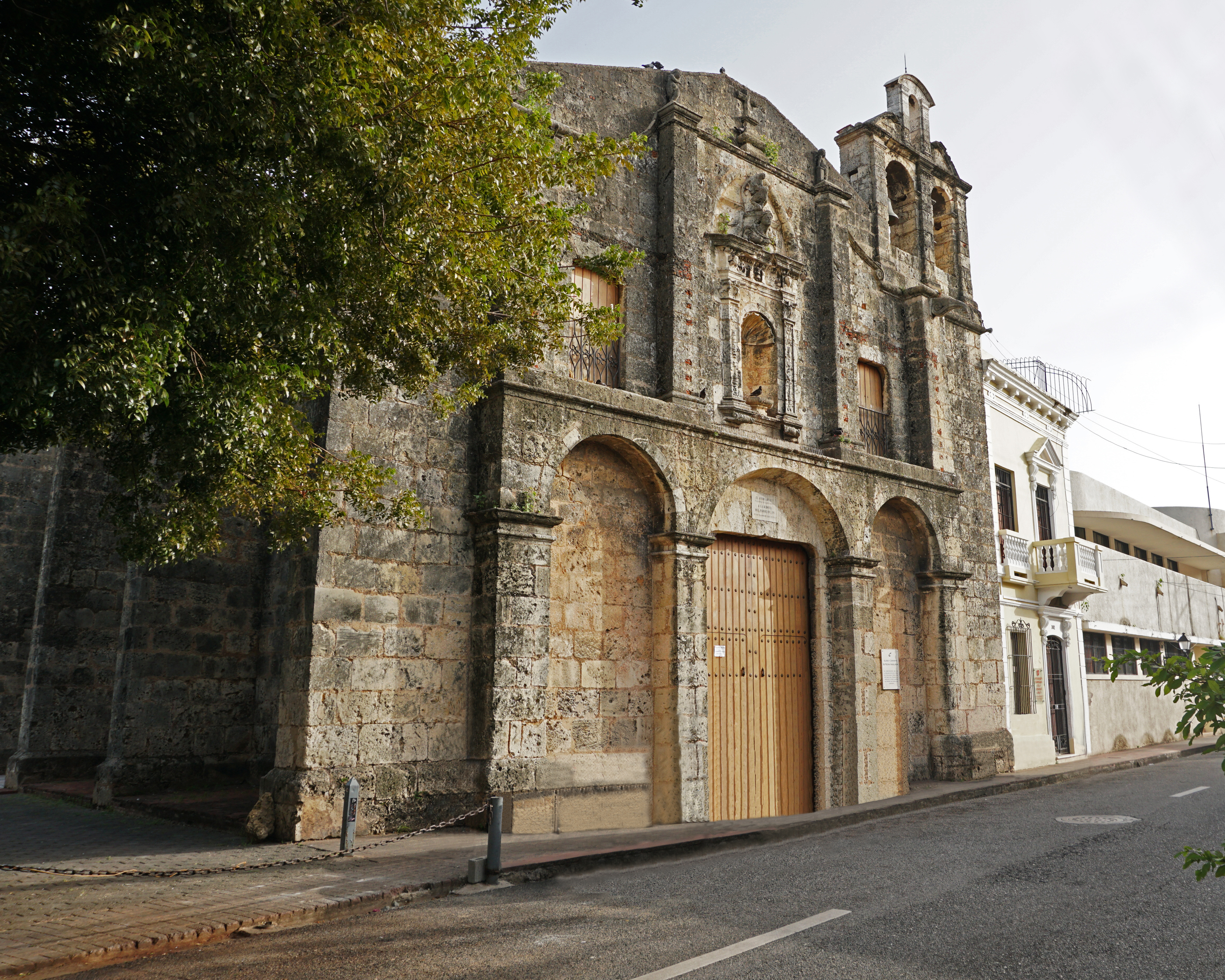
Église Regina Angelorum
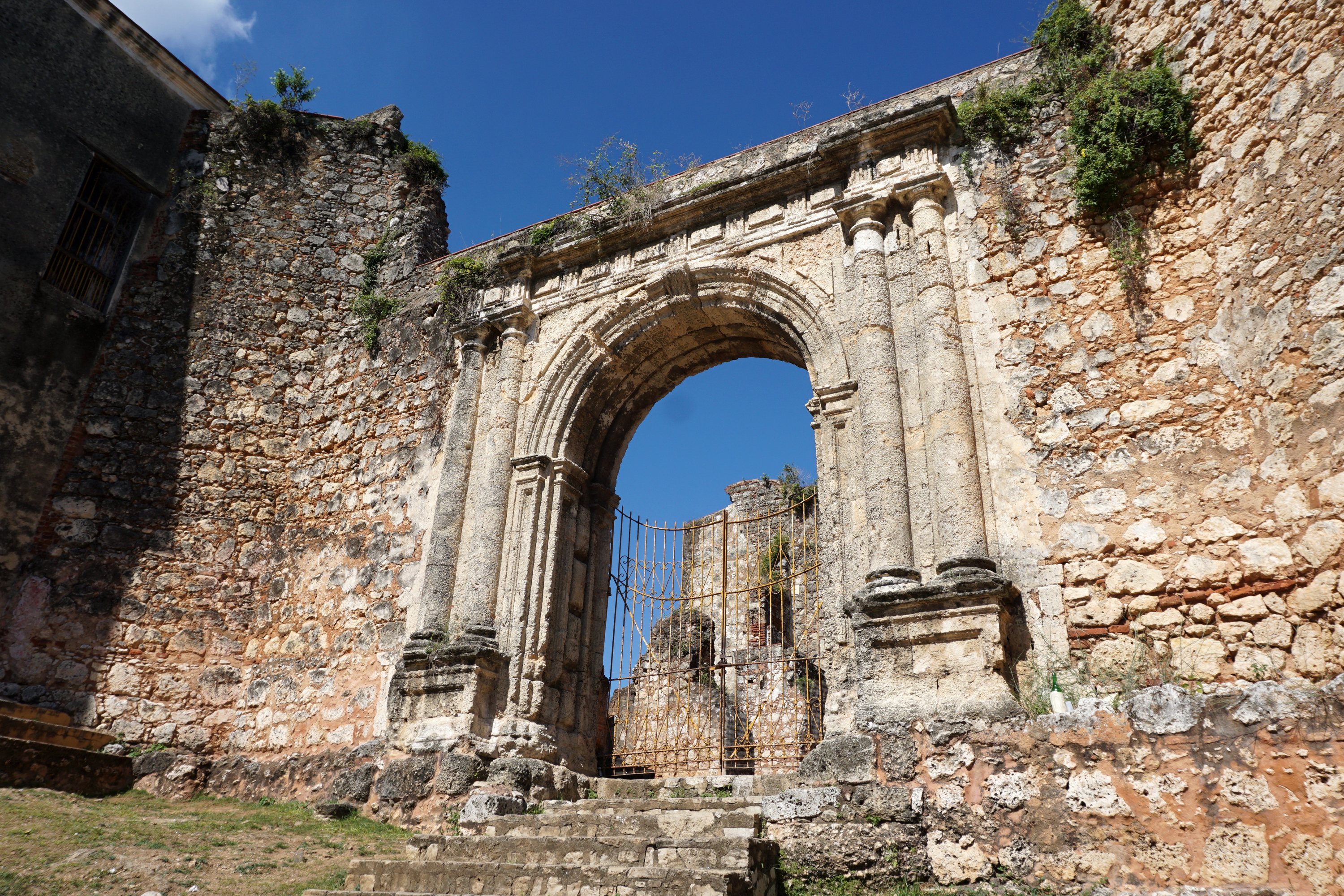
Ruines du monastère de San Francisco
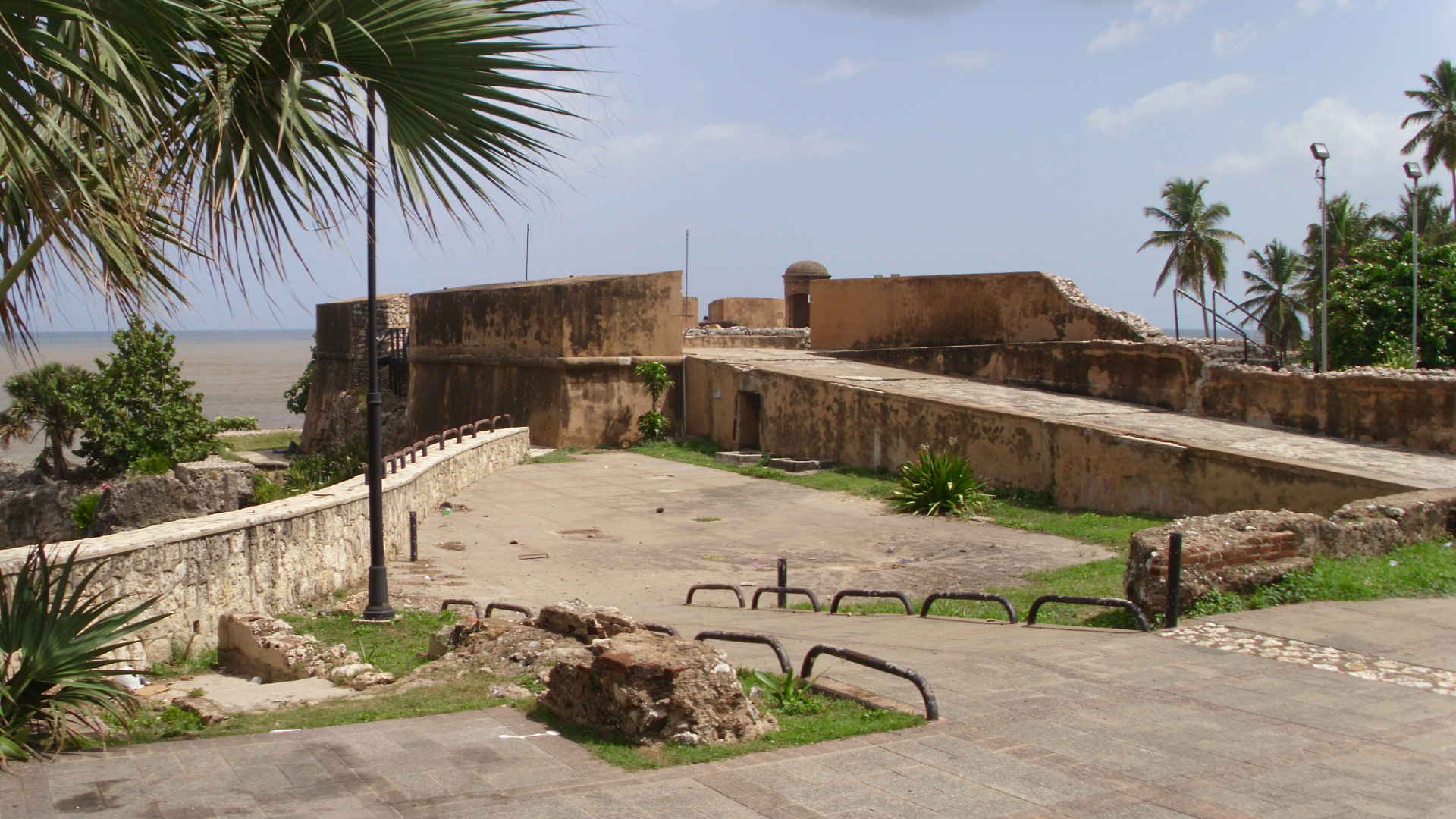
Fort San Gil
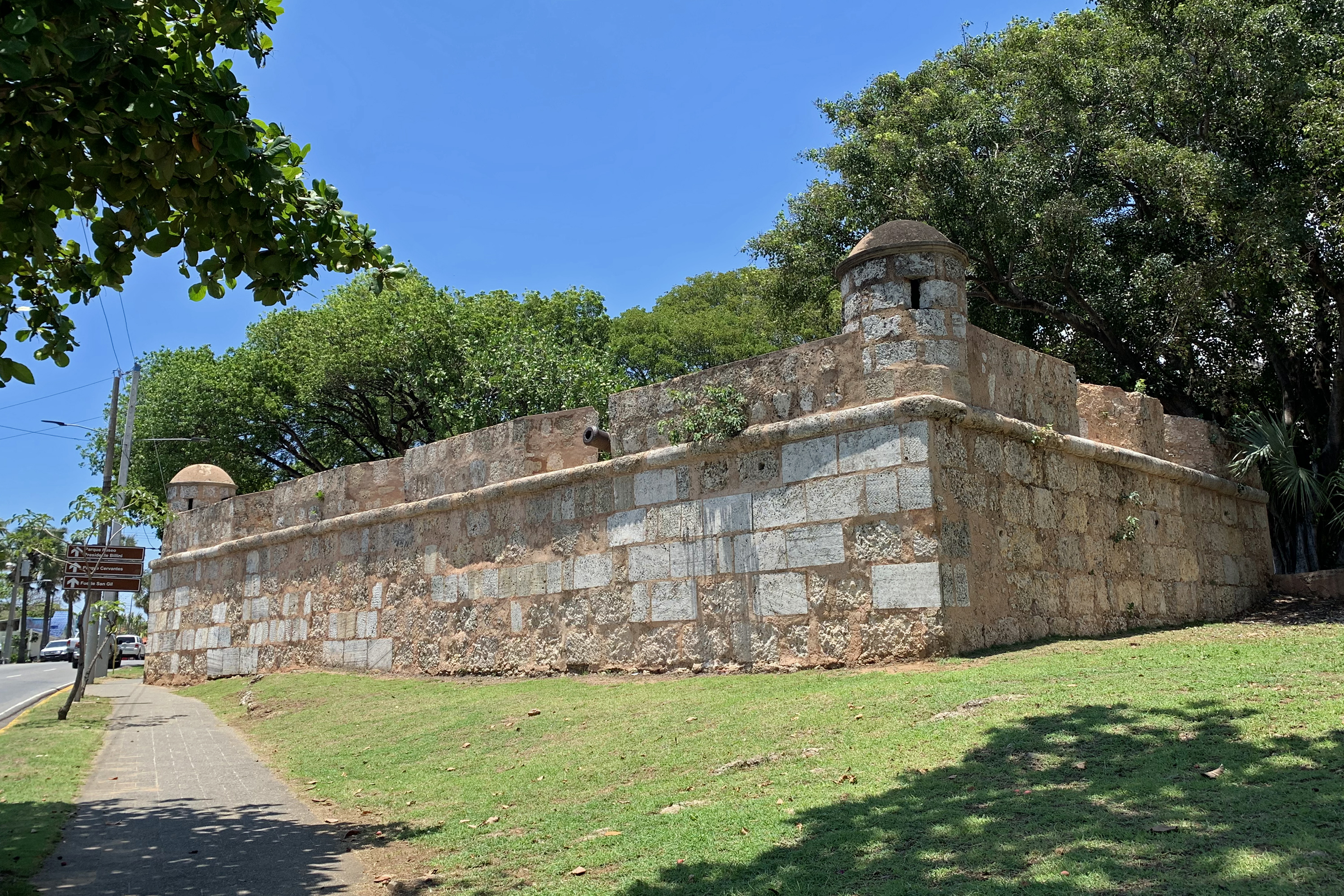
Bastion San José
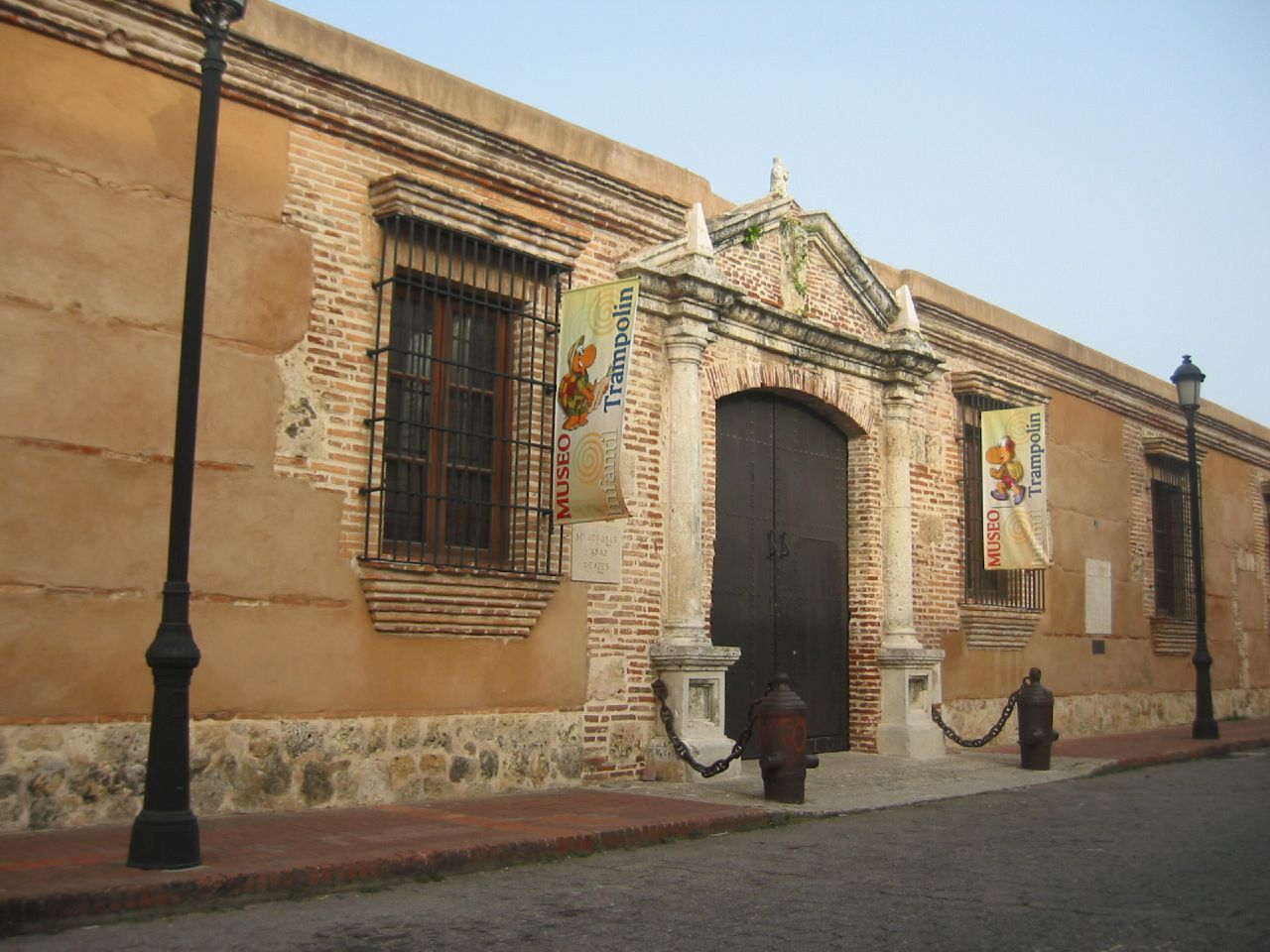
Maison de Rodrigo de Bastidas
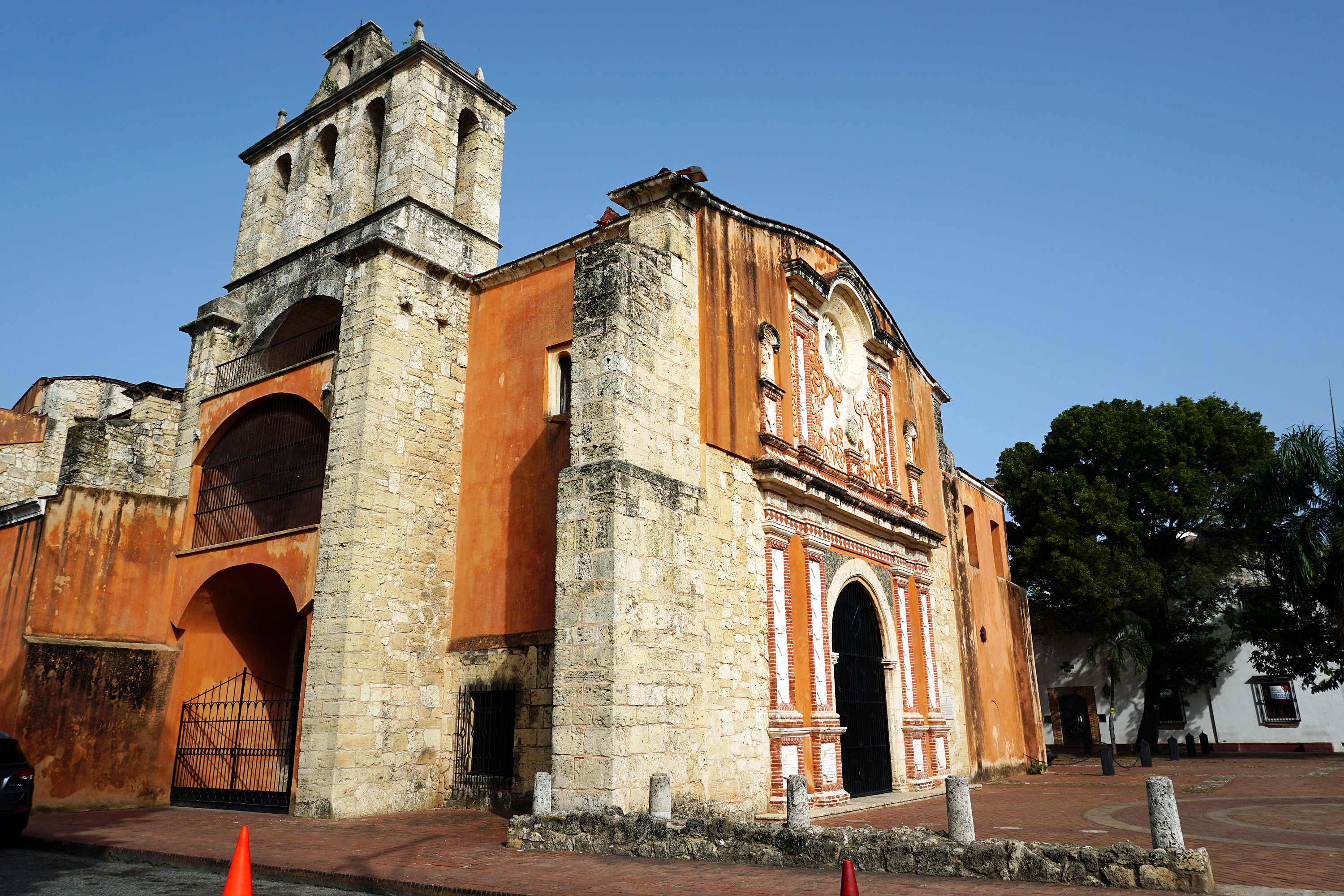
Église et couvent des Dominicains
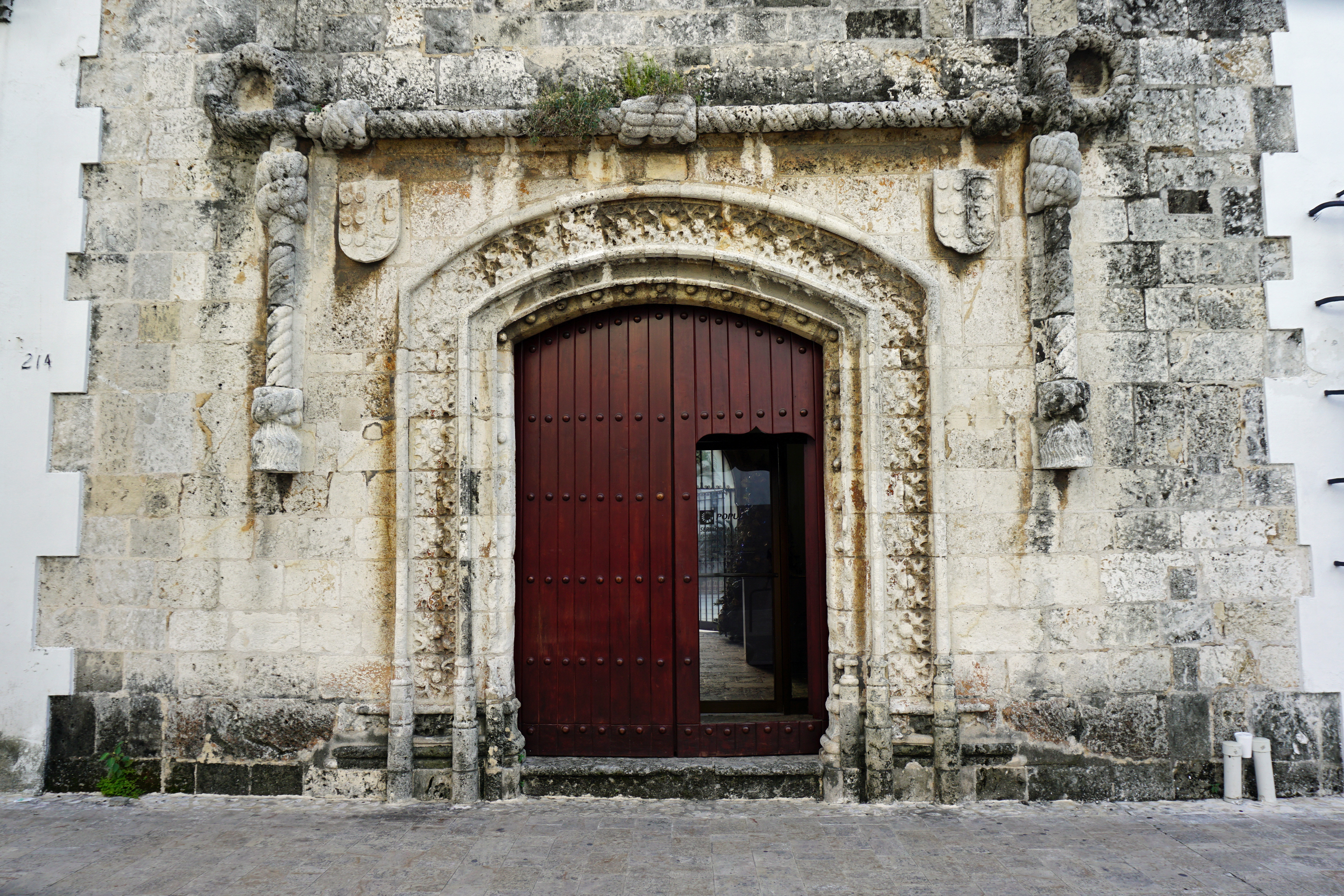
Maison du Cordón
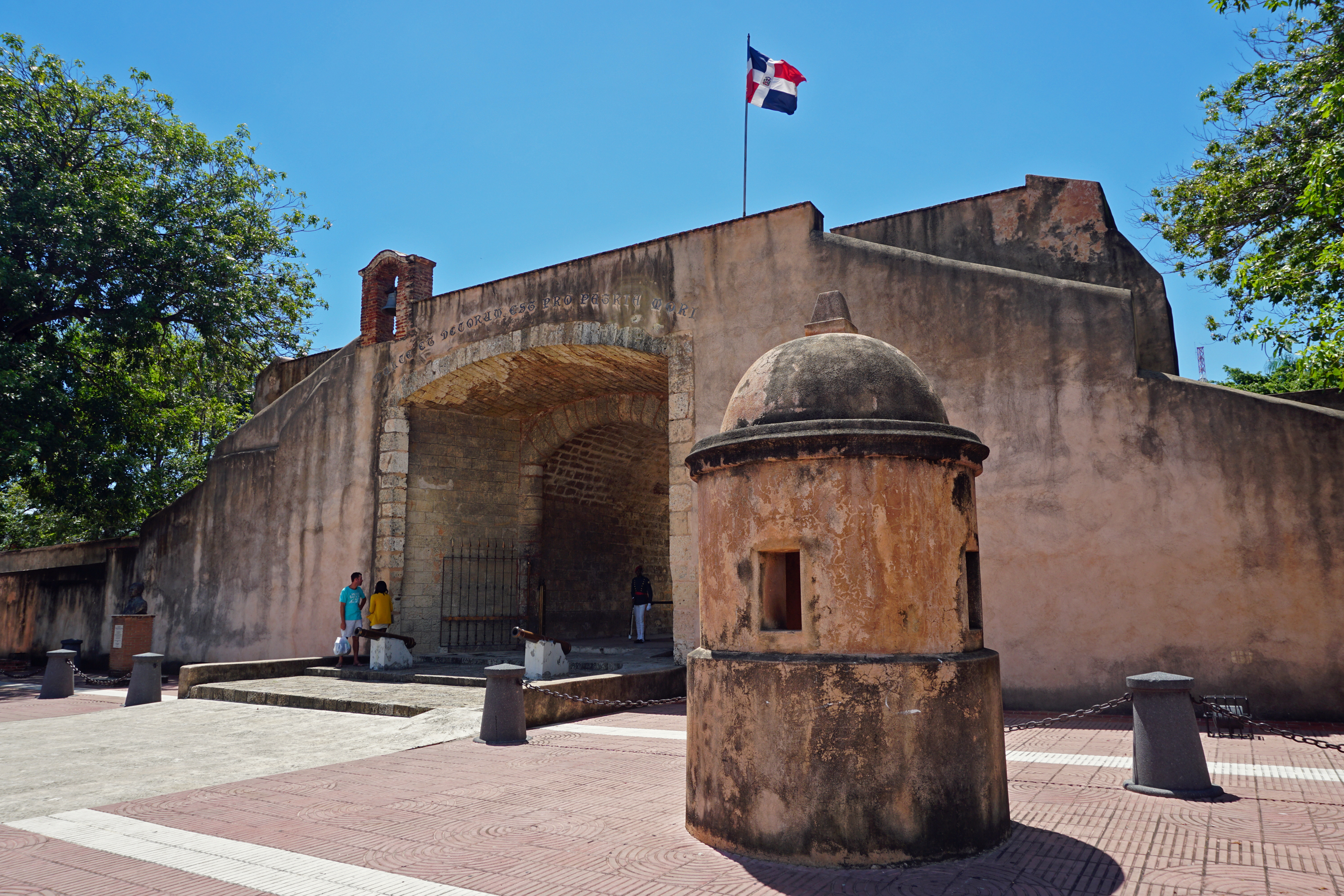
Porte du Condé
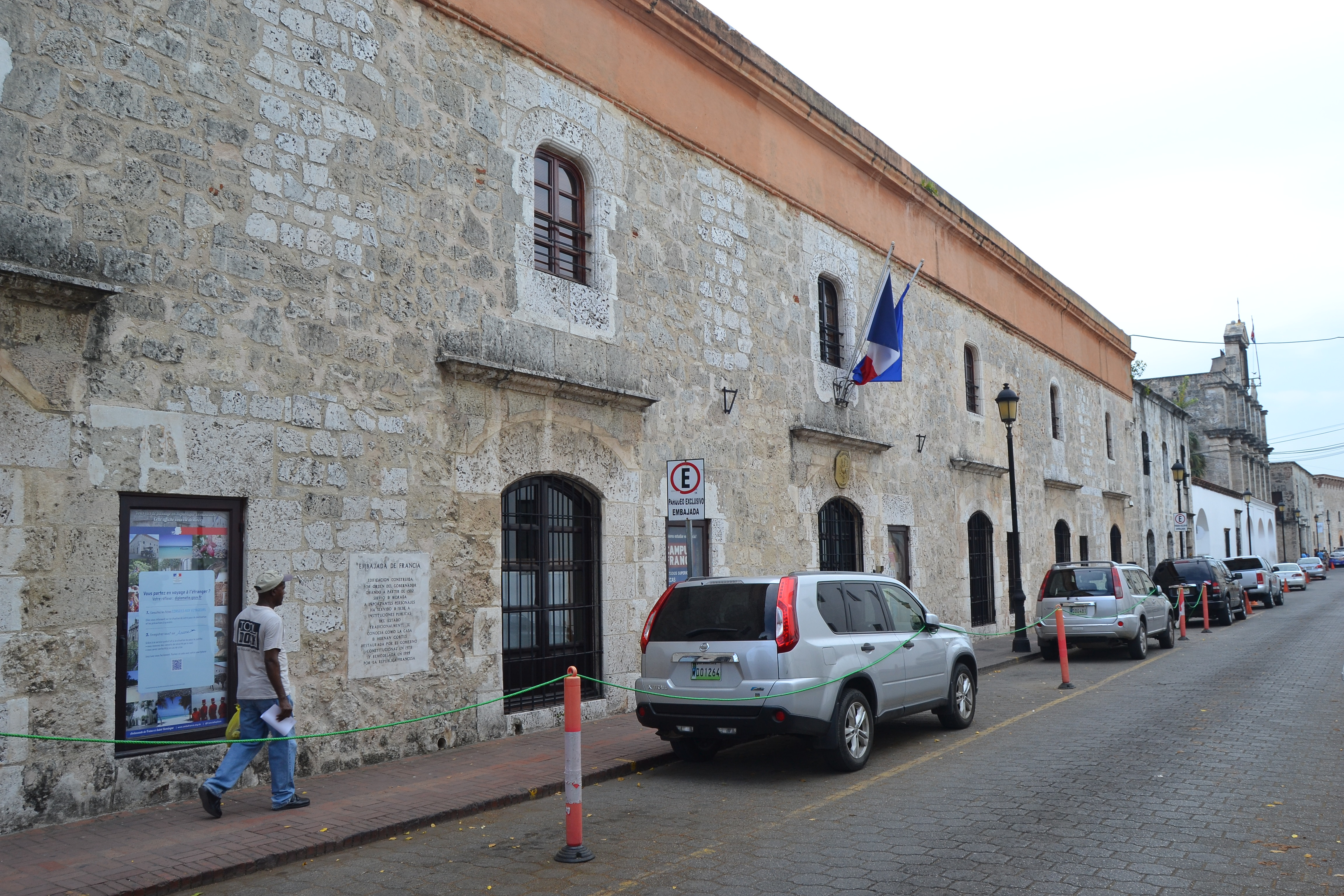
Maison de Hernán Cortés
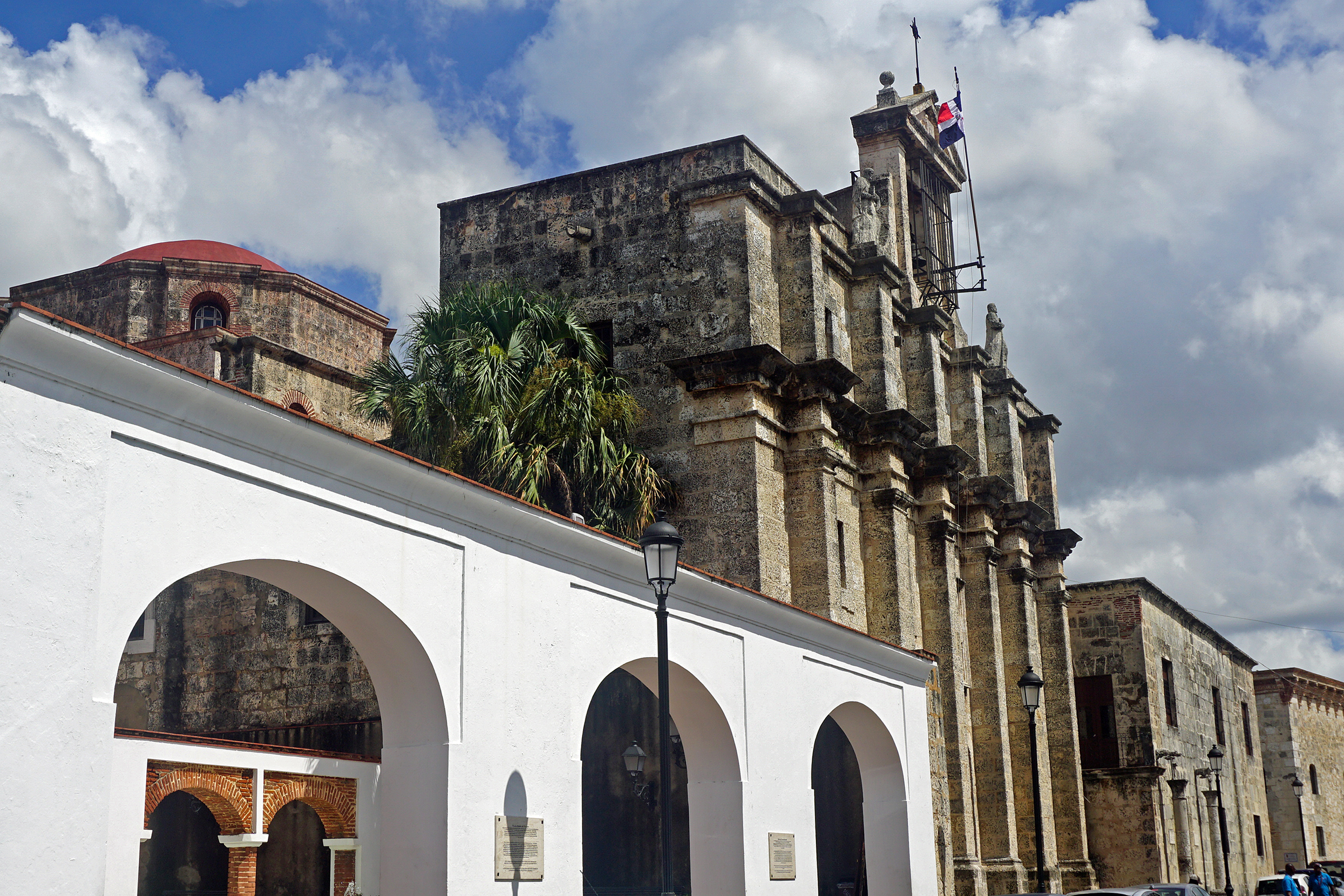
Panthéon national
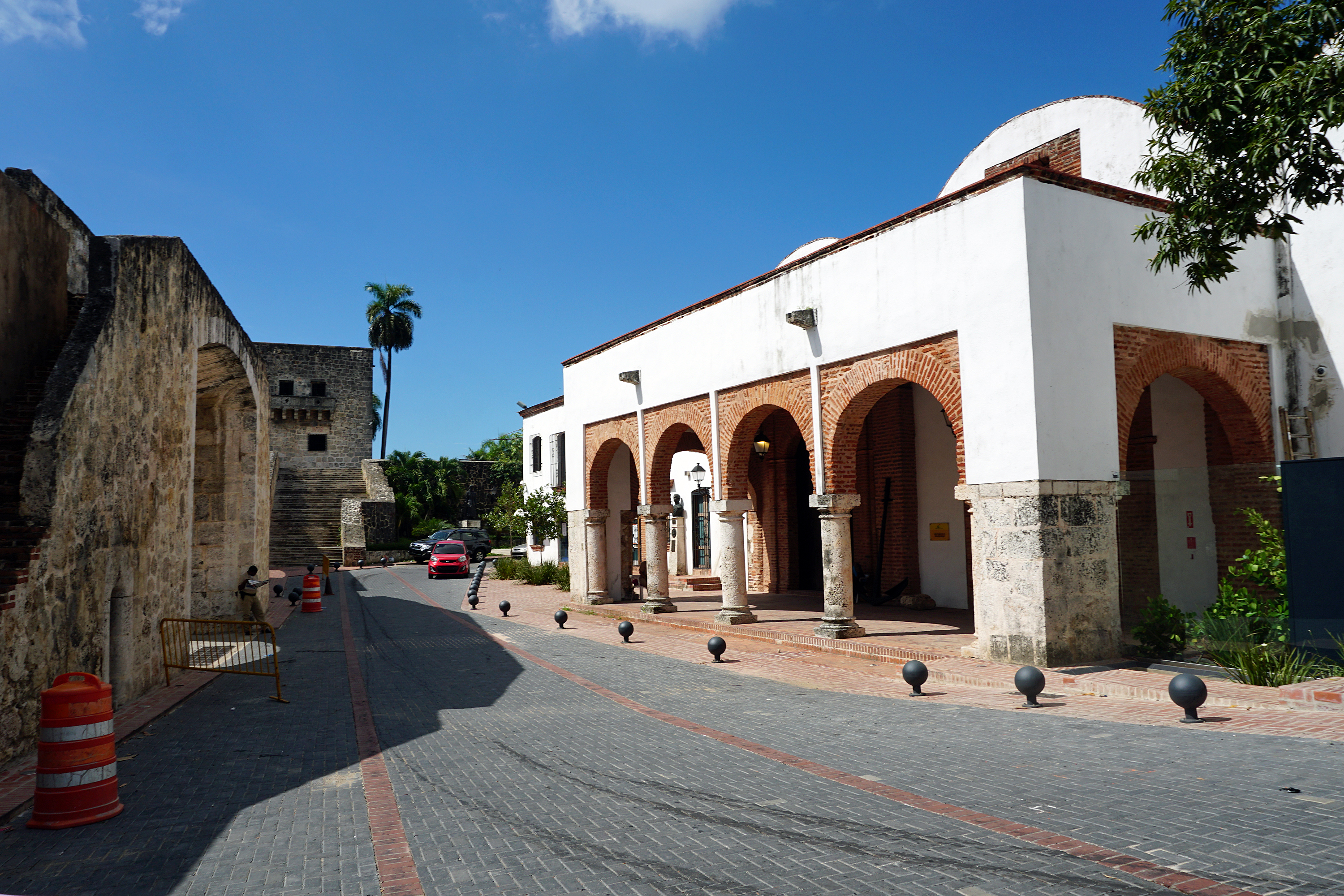
Musée des chantiers navals royaux
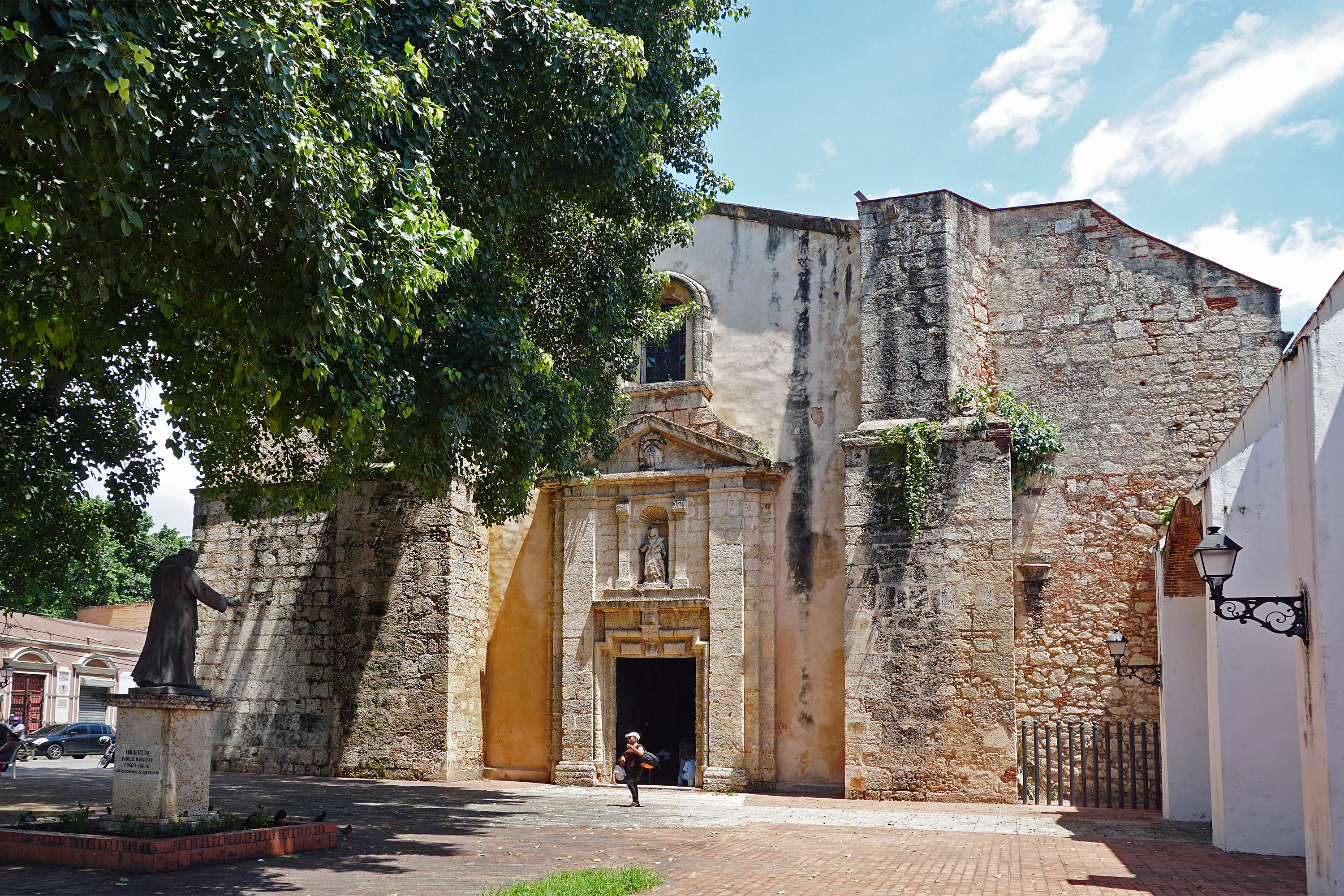
Église Las Mercedes